# Esperantska gramatika

## Izgovor riječi
Riječi se izgovaraju onako kako su napisane (popularno rečeno: "jedno slovo – jedan glas"). 
Naglasak pada uvijek na predzadnji slog. Primjerice te-le-FO-no, ra-DI-o, es-pe-RAN-to. Oprez: kombinacije s "ŭ" su jedan slog: an-KO-raŭ (nije an-ko-RA-ŭ). Treba se čuvati i utjecaja navike: Kro-a-TI-o, Sla-vo-NI-o (a ne Kro-A-tio, sla-VO-nio). Naglasak je uvijek silazni. Što se tiče njegove duljine, tu se namjerno nisu propisivala pravila, nego je živi govor esperantskih susreta ustalio jedan izgovor. Ionako to ne utječe na značenje riječi, pa ni ne stvara nesporazume. 
Iako je glavni naglasak na predzadnjem slogu, nekad nije svejedno kako se izgovaraju i neki drugi slogovi. To je onda, kada je riječ složenica od dvije riječi. Primjerice LABORTABLO=radni stol je sastavljen od LABORO=rad i TABLO=stol. Naglasci u tim riječima su, naravno, la-BO-ro i TA-blo. Kad bi bila riječ LABORO apostrofirana (LABOR'), ipak bi svoj naglasak sačuvala kao da je cijela (la-BOR'). Složenicu izgovaramo tako da se ipak pomalo osjeti da je ona iz dva dijela, pa onda i onaj prvi sačuva mali naglasak na SVOM predzadnjem slogu. Dakle: la-BOR-TA-blo, a ne: LA-bor-TA-blo, niti la-bor-TA-blo. Ovo se na tečajevima rijetko spominje, pa to ljudi usvoje nesvjesno ili griješe.

## Član
U esperantu postoji određeni član: LA, koji se ne mijenja. Odnosi se na neku imenicu, a znači da ona nije bilo koja, nego poznata (jer je ranije spomenuta ili je jedina postojeća ili se, premda nije spomenuta, točno zna na koji se primjerak misli jer je tu u blizini ili nečim vezan za predmet razgovora). Ne ide uz imena ljudi, država i gradova. Obvezan je u datumu (la 13-a de oktobro), a zabranjen u kombinaciji s imenicom i posvojnom zamjenicom (ne: la mia domo). Potreban je kad izostavljamo poznatu imenicu (Mia domo estas granda. Kaj la via?). U poeziji se može apostrofirati, pa glasi: L'. Budući da u hrvatskom jeziku nema člana, Hrvatima je ovo najteži dio gramatike...

## Imenice, množina, akuzativ
Sve imenice u osnovnom obliku završavaju slovom "O". U množini dobivaju nastavak "J" (pa završavaju na "OJ"). Jedini padež u esperantu je akuzativ (u hrvatskom 4. padež, a odgovara na pitanje "koga ili što"). Glavna mu je uloga razlikovanje subjekta (koji radnju vrši) od objekta (nad kim se radnja vrši). objekt je u akuzativu. Nastavak za akuzativ je "N". (Dakle, jednina "ON", množina "OJN".) Primjerice HOMO (čovjek), HOMON (čovjeka), HOMOJ (ljudi), HOMOJN (ljude). Vidim čovjeka = MI VIDAS HOMON (a ne: mi vidas homo). 
U ovoj ulozi (izravni objekt neke radnje), pojava akuzativa praktično se podudara u esperantu i u hrvatskom jeziku. Bez akuzativa se u rečenici: LI AMAS ŜI ne bi znalo tko koga voli (on nju, ili ona njega), osim ako bi se propisao red riječi, da se vršilac radnje spominje prvi, a objekt radnje drugi. Autor esperanta se zbog izražajnosti jezika nije htio ovime ograničiti. Upravo u akuzativu početnici najviše griješe. U esperantskom svijetu taj je akuzativ predmet mnogih šala, pjesmica, igara riječima itd. Gotovo da je dio folklora.
Osobna imena mogu ostati u izvornom obliku (Paris, Wien, Petar, John). Ponekad češće korištena imena dobiju i čisto esperantsku formu (Parizo, Vieno, Petro, Johano). Kod imenica u poeziji smije se apostrofirati nastavak "O", ali ne i akuzativ "ON".

## Ostali padeži
U hrvatskom postoje još neki padeži. Svi oni se u esperantu izražavaju s pomoću raznih prijedloga (a sama imenica ostaje u osnovnom padežu). Primjerice dativ se izražava prijedlogom "al" (k, prema), genitiv s "de" (od). AL HOMO (čovjeku), DE HOMO (od čovjeka), KUN HOMO (a čovjekom), PRI HOMO (o čovjeku). Stoga možemo reći da, osim akuzativa, padeži u esperantu ne postoje, a spominjemo ih samo radi usporedbe s hrvatskim jezikom. 

## Glagoli, glagolska vremena
Glagoli u osnovnom obliku (infinitivu) završavaju na "I". Baš kao i u hrvatskom.
U sadašnjem vremenu (prezentu) umjesto "I" imaju nastavak "AS", i to u svim licima jednine i množine. U prošlom vremenu (jednom jedinom) imaju nastavak "IS", a u budućem vremenu "OS". 
Nema nepravilnih glagola, niti iznimaka. 
Kako se ne razlikuju glagoli po licima, neophodno je navesti uz glagol i imenicu ili zamjenicu koja vrši radnju.  
Primjer: LABORI (raditi) MI LABORAS (ja radim) MI LABORIS (radio sam) MI LABOROS (radit ću) VI LABORAS (ti radiš) LI LABORIS (on je radio) NI LABOROS (radit ćemo)
Primijetimo da se buduće ili prošlo vrijeme izražavajus pomoću jedne riječi, a ne dvije kao u hrvatskom. Tj. "Ja sam radio" se ne kaže "Mi estas laboris", nego samo "Mi laboris". Osim toga, uočimo da se sva tri vremena razlikuju tek po jednom slovu.
Ovo je dovoljno za osnovno sporazumijevanje. Složenija vremena i odnosi glagola se izražavaju sistemom participa (detalji u nastavku).

## Glagolski načini (zapovjedni, pogodbeni), pitanja
Imperativ (zapovjedni oblik glagola) izražen je nastavkom "U". 
Kondicional (pogodbeni oblik) ima nastavak "US". 
Negacija se postižes pomoću riječi NE ispred glagola. 
Upitni oblici se tvore dodavanjem upitne riječi: ĈU (DA LI, JE LI).
U esperantu ne smiju biti 2 negacije u istoj rečenici, kao u hrvatskom (jer da jesu, onda bi se poništavale). 
Primjerice 	 VI LABORAS (ti radiš) 	 VI NE LABORAS (ti ne radiš)
ĈU VI LABORAS? (radiš li?) 	 LABORU! (radi!) 
MI LABORUS (radio bih) 	 VI LABORUS (ti bi radio), NI LABORU! (radimo!) 
ĈU VI PAROLAS ESPERANTON? (Govoriš li esperanto? - s primjerom akuzativa)
Primijetimo da je u drugim jezicima cjelovit pregled jednog glagola vrlo obiman. Puno je i iznimaka, pa ni nakon više godina niste sasvim sigurni u nekim glagolima. A u esperantu je dovoljno reći primjerice LABORI=raditi i već znate sva njegova vremena i sve oblike. I tako za svaki postojeći glagol, a naučivši u svega nekoliko minuta nastavke -AS, -IS, -OS, -I, -US, -U te riječi ĈU i NE. To je jedan od razloga što je esperanto lagan, lakši od bilo kojeg drugog jezika.
Upitne rečenice idu po ovoj shemi: ĈU + subjekt + GLAGOL.
Dakle, "Radiš li?" kao i "Radiš li ti?" kaže se:

"ĈU VI LABORAS?", a nikako ne " ĈU laboras?" ili "Laboras vi?", kao što početnici rade. 
Pitanje se može postavljati i bez riječi "ĈU". Ali to treba raditi vrlo rijetko, samo iznimno, i to u cilju brzine i kratkoće razgovora. Onda bi se reklo "Vi laboras?", s upitnikom u tekstu, odnosno s upitnom intonacijom u govoru. Od početnika treba ipak zahtijevati isključivo pitanja s "ĈU".

## Pridjevi, komparacija
Pridjevi u osnovnom padežu završavaju na "A", a poput imenica dobivaju iste nastavke za akuzativ i za množinu. Ako je pridjev vezan uz neku imenicu, slaže se s njom po padežu i broju. Esperanto nema posebnih rodova (muški, ženski), pa pridjev primjerice BELA prevodimo s LIJEP ili LIJEPA, prema potrebi. 
BONA HOMO (dobar čovjek) 	 BONAJ HOMOJ (dobri ljudi)
BONAN HOMON (dobrog čovjeka) 	 BONAJN HOMOJN (dobre ljude).
Komparacija se vrši dodavanjem posebnih riječi ispred pridjeva: 
BONA (dobar) PLI BONA (bolji) LA PLEJ BONA (najbolji). 
Ne postoje baš nikakva odstupanja od ovog kratkog pravila. 
Kaže se: PLI BONA OL (bolji od...) LA PLEJ BONA EL (najbolji od). 	

## Osobne zamjenice, posvojne, povratna i neodređena
Osobne zamjenice su: 
```
 MI (ja) 	 VI (ti) 	LI (on) ŜI (ona) ĜI (ono,to) 
 NI (mi) 	VI (vi)	ILI (oni,one...). 
```

Ovdje se "ĜI" odnosi na sve što nije živo (stvari, pojave) i na živa bića (primjerice životinje) kada nije bitan spol. Koristi se "ĜI", čak i ako u hrvatskom ta imenica ima muški ili ženski rod (pa se tada "ĜI" mora prevoditi i kao "ON" ili "ONA"). 
Uočimo da se hrvatske zamjenice "ti" i "vi" kažu jednako. To olakšava situaciju kad treba nekoga osloviti, a u slučaju (rijetkom) kada treba razlučiti govorite li jednoj osobi ili većem broju, pomognu dodatne riječi ("vas tri", "vi svi"...itd.).
Zamjenice mogu primati akuzativni nastavak (MIN=mene, ILIN=njih). 
Dativ s prijedlogom "AL" (AL MI=meni, AL ŜI=njoj). 
Posvojne zamjenice (moj, tvoj, njegov...) tvore se iz ličnih nastavkom "A". Po tom nastavku i padežima, one se ponašaju kao pridjevi. 
(MIA=moj,moja, VIA=tvoj, ŜIA=njezin, MIAN=mojega, AL VIA=tvome, 
MIAJ=moji, VIAJ=tvoji, ŜIAN=njezinog, ŜIAJN=njezine... )
Povratna zamjenica (hrv. SEBE ili SE) na esperantu glasi "SI" (sebe=SIN sebi=AL SI). Ona nikad nije subjekt u rečenici. Oprez: JA VIDIM SEBE=Mi vidas min (a ne: "sin"). Slično je u 2. licu ("Vi vidas vin"). Tek u 3. licu je razlika: ON VIDI SEBE=Li vidas sin. ON VIDI NJEGA (nekog drugog)=Li vidas lin.
Neodređena zamjenica glasi ONI. (ONI DIRAS=govori se, netko govori, 
ONI NE RAJTAS=ne smije se, ĈU ONI POVAS?=može li se?). 
U starijim esperantskim tekstovima ćete možda naći da se zamjenica "TI" na esperantu može kazati i "CI". Danas se koristi samo "VI". 
Upitne, pokazne i druge zamjenice se najbolje razumiju, ako ih vidite zapisane u tzv. tablicu korelativa (vidi kasnije).                    

## Brojevi, glavni i redni
Glavni brojevi su sljedeći: UNU=1 DU=2 TRI=3 KVAR=4 KVIN=5 SES=6 SEP=7 OK=8 NAŬ=9 DEK=10. Za kombiniranje nam trebaju i CENT=100 MIL=1000. Kombiniranje se sastoji od običnog nabrajanja: 11=DEK UNU, 34=TRIDEK KVAR, 120=CENT DUDEK, 5678=KVINMIL SESCENT SEPDEK OK. Uočite da se "jedan" uvijek kaže "unu" (a ne "una", "uno" i slično).
Glavni brojevi nisu promjenljivi, tj. nemaju množinu, niti akuzativ. (Ja vidim jednog čovjeka = "Mi vidas unu homon", a ne "Mi vidas unun homon"). Redni brojevi dobiju se iz glavnih nastavkom "A" i ponašaju se kao pridjevi. (UNUA=prvi, TRIA=treći, DEKA=deseti, UNUAN=prvog, DUAN=drugog).   
Za veće brojeve koriste se MILIONO i MILIARDO koji se ponašaju kao imenice, pa mogu dobiti nastavak za množinu ili akuzativ. (Tri milionoj tricent mil ducent tridek kvin = 3.300.235).
Razlomci: sufiks "ON" (duono=polovina, triono=trećina)
Višekratnici: sufiks "OBL" (triobla=trostruk, trioble=trostruko, 
duoble=dvostruko). Zajedništvo: "OP" (duope=udvoje, triopo=trojac). 
Operacije: 2+2=4 (du plus du estas kvar, ili du kaj du estas kvar), 3-1 (tri minus unu), 2,3 (du komo tri), 2/3 (du trionoj), 2 x 4 (du oble kvar, ili du foje kvar), 15:5 (dek kvin dividite per kvin).

## Prilozi načina
Prilozi načina imaju nastavak "E" (a slični pridjevi imaju nastavak "A"). Dok pridjev opisuje imenicu, prilog opisuje glagol.
pridjev BONA=dobar (kakav? dobar.) 	 prilog BONE=dobro (kako? dobro.)
pridjev RAPIDA=brz (kakav? brz. ) 	 prilog RAPIDE=brzo (kako? brzo.)
Oni se mogu komparirati: PLI RAPIDE (brže), PLEJ RAPIDE (najbrže).
Spomenuo bih jednu tipičnu hrvatsku grešku. Kad treba reći "To je dobro", nama zapravo zamjenica "to" predstavlja subjekt, a riječ "dobro" je pridjev, koji opisuje kakav je taj subjekt. Isto kao da smo rekli "To je plavo", ili "To je zeleno". Na nesreću, riječ "to" je srednjeg roda, a u hrvatskom se pridjev srednjeg roda podudara s prilogom načina. Zato bi umjesto "Tio estas bona" mnogi Hrvati rekli "Tio estas bone", i još bi se bunili da tu nema nikakve greške...
Ima više primjera gdje početnici nisu sigurni trebaju li koristiti prilog ili pridjev. Na te primjere dajem točan odgovor: "Tio estas bona", "Tio estas bone farita", "Estas bone, ke vi venis". "Dijete je dobro" se kaže "La infano estas bona". "Ja sam dobro" ne kaže se "Mi estas bone", nego "Mi fartas bone".

## Prijedlozi
O prijedlozima nema posebnih pravila, najčešći su: 
```
 	AL= k,prema (ili za tvorbu dativa, kada se sam ne prevodi).
 	DE= od (ili za tvorbu genitiva, kad se sam ne prevodi).
 	EN=u 	 	 EL=iz 	
 SUR=na 	 	SUPER=iznad 	 SUB=ispod 	 	
 KUN= s, sa (društvo...) 	PER=s, sa (sredstvo) 	SEN=bez 
 ANTAŬ=prije, ispred 	 POST=poslije, iza 	MALANTAŬ=iza KONTRAŬ=protiv	 POR=za	 	 KROM=osim 
 PRO=zbog	 	PRI=o, glede	 	DUM=za vrijeme	
```

Primijetimo da se prijedlog "AL" može prevoditi sa "k" ili "prema", ali ima i situacija kad se on sam ne prevodi, nego se prevodi samo pripadna imenica i to dativom. Dativ (3. u hrvatskom, pitanje: "komu / čemu") i jest padež koji ukazuje na smjer neke radnje, tj. ne "tko trpi radnju", nego "u čijem smjeru se ona odvija".
MI IRAS AL LA ĈAMBRO. Idem prema sobi. 
MI PAROLAS AL VI. Govorim tebi. (A ne: Govorim prema tebi.)
MI DONAS LA LIBRON AL VI. 
Ja dajem knjigu tebi. ("La libro" je ono što se daje, dok je "vi" tek smjer davanja.)
U esperantu se nastojimo služiti onim prijedlozima koji u danoj situaciji logički najviše odgovaraju onome što želimo reći. Treba izbjegavati nelogičnosti na koje su ljudi navikli u svojim materinskim jezicima. Primjerice mi kažemo: "Idem NA more" ili "NA WC", ali mislimo reći "PREMA moru", ili "U WC", pa tako treba govoriti u esperantu. 
Kada osjećamo da moramo upotrijebiti neki prijedlog, a uistinu niti jedan nam ne odgovara, tada koristimo poseban prijedlog "JE" (tzv. džoker-prijedlog). Primjerice "U koliko sati?" nije "En kioma horo?", nego "Je kioma horo?". Ili "Ona je vrijedna njegove ljubavi" bi bilo "Ŝi estas inda je lia amo". Koristimo ga samo kad moramo. Prevodi se prema kontekstu.
Kad uz neku imenicu imamo neku mjeru, koristimo prijedlog "DA" (kilogramo da pano, iom da akvo). Hrvati često ne koriste pravilno prijedloge "DE" i "DA". Razlika je ova: primjerice "botelo da vino" je VINO, u količini jedne boce; "botelo de vino" BOCA, koja ima veze s vinom. Općenito, "X da Y" je "Y" u količini "X", dok "X de Y" znači "X" koji pripada "Y"-u, ili je na neki sličan način povezan s njim. Postoje, međutim, situacije kada je razlika toliko mala, da je oboje ispravno.

## Prijedlozi uz imenice; akuzativ smjera
ODNOS PRIJEDLOGA I IMENICE:
Kad je uz imenicu prijedlog, tada imenica nije u akuzativu (osim akuzativa smjera, koji ćemo opisati malo kasnije). To jest, imenica uz koju ide prijedlog ne može biti direktan objekt, pa je normalno u toj situaciji da je ona u nominativu. Bez obzira na to što nekada u hrvatskom tu bude i akuzativ. 
Primjer: "Tio estas por vi" (to je za tebe), a ne: "por VIN". U hrvatskom prijedlog ZA treba akuzativ (ZA koga ili ZA što?), a u esperantu ne treba. Ovdje riječ "vi" nije izravni objekt. Vidimo da se ne nastavlja izravno na glagol, jer prije nje dolazi prijedlog POR. Tu ne treba slijepo prevoditi akuzativ s hrvatskog. Proučite još i ove rečenice: "Mi havas amikojn", "Mi havas multajn amikojn", ali: "Mi havas multe da amikoj", "Mi vidas unu el ili".
AKUZATIV SMJERA: Neki prijedlozi (tipično: EN=u ili SUR=na) mogu po svom smislu izražavati i mjesto na kojem se nešto nalazi, ali i mjesto prema kojem se nešto kreće. Kako je u oba slučaja prijedlog jednak, zbog razlike se u slučaju kretanja na imenicu stavi akuzativ. Primjerice EN LERNEJO (u školi, primjerice ja sam u školi), dok je EN LERNEJON (u školu, primjerice idem u školu; dakle ne krećem se u njoj, unutar nje, nego odnekud izvana idem u nju.) 
Zapravo i drugi prijedlozi koji označavaju mjesto, tj. položaj gdje se nešto nalazi, mogu u drugačijoj situaciji označavati i mjesto prema kojem se netko kreće. Dakle i prijedlozi SUB (ispod), INTER (između), APUD (pored) itd. mogu imati imenicu u akuzativu smjera, samo se takve rečenice rjeđe susreću. 
Prijedlog AL (koji, osim u tvorbi dativa, ima značenje "PREMA", "K") sam po sebi znači smjer, a ne položaj. I to uvijek i isključivo smjer. A ipak, uz njega nikad nema akuzativa smjera. Baš zato što znači samo smjer, nikad nema dvojbe "smjer ili mjesto", pa ne treba niti akuzativ, koji i služi samo u takvim dvojbama. 
Prijedlozi SEN (bez), DUM (za vrijeme), KROM (osim)... nemaju s ovime veze, jer se tu ne radi o mjestu, nego o nečem drugom. 
Stručno rečeno: u esperantu akuzativ služi ponajprije za označavanje objekta radnje i tu se može gotovo doslovce prevoditi s hrvatskog. Kod dvopadežnih prijedloga (mjesto/smjer), akuzativ označava smjer. Kod prijedloga tzv. rekcije u esperantu nema i u svim ostalim slučajevima uz prijedlog stoji esperantski nominativ. U kasnijem tekstu vidjet ćete još i akuzativ količine, odnosno vremena. 

## Veznici
Veznici, kao i u hrvatskom, povezuju riječi i rečenice. Nema posebnog pravila za njih, nego ih treba bar nekoliko naučiti:
KAJ= i (Prevodimo s "i", a nekad "a": Ja radim, a ti spavaš. Ustao sam i otišao.)
KE=da (Rekli su da je on dobar. Hoću da ga vidiš.)
AŬ=ili	 SE=ako 	SED=ali 	ĈAR=jer, jer  
Veznici koji idu u paru su: "nek - nek" (niti-niti), "ju (pli) - des (pli)" (što - to), "aŭ - aŭ" (ili - ili). 
Riječi iz 1. stupca korelativne tablice (vidi kasnije) mogu se rabiti i kao veznici. 
KIU = koji	(Ti si onaj koji kupuje kruh: Vi estas tiu, kiu aĉetas panon.) KIUN = kojeg 	 (Ti si onaj kojeg tražim: Vi estas tiu, kiun mi serĉas.)
KIAM = kada 	 (Kad učim, želim mir: Kiam mi lernas, mi deziras trankvilon.) 
Red riječi u rečenici je slobodan, ali je uobičajen redoslijed: SUBJEKT + PREDIKAT + OBJEKT. Odstupanjem od toga može se neki dio rečenice posebno istaknuti, ili dobiti kakav specijalan učinak. 
Veznik KE može značiti i zahtjev ili zapovijed. Tada je glagol u zapovjednom načinu: MI VOLAS, KE VI LABORU. (Ja hoću da ti radiš. A ne: ke vi laboras). MI LERNAS, POR KE MI SCIU. (Učim da bih znao. A ne: por ke mi scias). Veznik KVAZAŬ (kao da) znači neku neostvarivu želju ili mogućnost, pa rabimo kondicional. MI PAROLAS FRANCE, KVAZAŬ MI ESTUS FRANCO. (Govorim francuski kao da sam Francuz. A ne: kvazaŭ mi estas.)

## Korelativi (zamjenice upitne, pokazne itd.)
TABLICA KORELATIVA. UOČITE PRAVILNOST OVIH RIJEČI:
| VRSTA    | UPITNO       | POTVRDNO               | UKUPNO            | NEODREĐENO          | NIJEČNO                 |
| OSOBA    | KIU tko,koji | TIU taj, onaj          | ĈIU svatko, svaki | IU netko, itko      | NENIU nitko, nijedan    |
| STVAR    | KIO što      | TIO to, ono            | ĈIO sve           | IO nešto, išta      | NENIO ništa             |
| KAKAV    | KIA kakav    | TIA takav, onakav      | ĈIA svakakav      | IA nekakav,ikakav   | NENIA nikakav           |
| MJESTO   | KIE gdje     | TIE tamo, ondje        | ĈIE svagdje       | IE negdje, igdje    | NENIE nigdje            |
| VRIJEME  | KIAM kada    | TIAM tada, onda        | ĈIAM uvijek       | IAM nekada, ikada   | NENIAM nikada           |
| NAČIN    | KIEL kako    | TIEL tako, onako       | ĈIEL svakako      | IEL nekako, ikako   | NENIEL nikako           |
| KOLIČINA | KIOM koliko  | TIOM toliko, onoliko   | ĈIOM svekoliko    | IOM ponešto, pomalo | NENIOM nikoliko, nimalo |
| RAZLOG   | KIAL zašto   | TIAL zato, stoga       | ĈIAL zbog svega   | IAL zbog nečega     | NENIAL nizašto          |
| VLASNIK  | KIES čiji    | TIES od njega, od toga | ĈIES svačiji      | IES nečiji, ičiji   | NENIES ničiji           |

Riječi iz prvog stupca (kiu, kio...) jako se često koriste kao upitne zamjenice, ali one mogu služiti i kao veznici u složenim rečenicama. (Vidi primjer kod veznika.)
Neki korelativi imaju množinu ili akuzativ. Oni isti kao i u hrvatskom. Primjerice riječi iz prvog ili trećeg reda mogu imati i množinu, i akuzativ. Riječi iz drugog mogu samo akuzativ. Peti red nema ništa od svega toga, a četvrti red može imati akuzativ smjera.
Riječi KIOM, TIOM, IOM, NENIOM se koriste u dvije situacije: kada poslije njih dođe imenica ili kad dođe nešto drugo (primjerice pridjev). Između njih i imenice umeće se prijedlog "DA". Primjerice KIOM BELA ŜI ESTAS! (Koliko je ona lijepa!) KIOM DA HOMOJ VENIS? (Koliko je ljudi došlo?) Ne vrijedi vam učiti riječ KIOM, ako ne naučite i sintagmu "KIOM DA", jer se ona češće koristi.
Uz neku riječ drugog stupca može se dodati rječca ĈI. Ona naglašava neposrednu blizinu. Primjerice TIU=taj ili onaj, ĈI TIU=ovaj, ĈI TIE=ovdje. Može i TIU ĈI, TIE ĈI. Primjer s imenicama: ĈI TIU HOMO (ovaj čovjek), može se reći i samo: ĈI HOMO (ovaj čovjek). Korisna je i riječ "AJN": KIAM AJN=kad god, KIE AJN=gdje god...
Primjeri: NENIAM ESTIS TIEL, KE NE ESTIS IEL. (Nikad nije bilo tako da nije bilo nekako.) LI ESTAS TIA HOMO, KIU DONOS ĈION AL TIUJ, KIUJ HAVAS NENION. (On je takav čovjek, koji će dati sve onima koji nemaju ništa.)
KIO ESTAS TIO? (Što je to?) MI BEZONAS ION TIAN. (Trebam nešto takvo.)

## Akuzativ količine, 'dvo-prijelazni' hrvatski glagoli
Još malo o akuzativu. U hrvatskom primjerice glagol "početi" ima 2 značenja: "On počinje nastavu" (prijelazan glagol, ima objekt) i "Nastava počinje" (neprijelazan glagol, bez objekta). U esperantu u biti nema glagola koji su istovremeno i prijelazni i neprijelazni. Stoga "komenci" znači "početi", ali u prvom (prijelaznom) smislu. Drugi se smisao tvori sufiksom "iĝ" ("komenciĝi"). "La instruado komenciĝas", "Li komencas instruadon". Dakle, kad učimo takve glagole (fini, veturi, ĉesi, perdi, komenci, naski...) treba odmah naučiti jesu li prijelazni ili neprijelazni. Od prijelaznih glagola sufiks "iĝ" pravi neprijelazne, a sufiks "ig" od neprijelaznih pravi prijelazne.
Srećom se svi ostali glagoli u hrvatskom i u esperantu gotovo potpuno podudaraju po prijelaznosti. Jedina bitnija razlika je glagol "TIMI" ("Ja se bojim njega" je "Mi timas lin", a ne "Mi timas de li").
Nekad nakon glagola dođe imenica koja nije objekt radnje, nego kazuje količinu ili vrijeme vršenja radnje. Ako uz nju ne stoji prijedlog, onda je ona u akuzativu ("akuzativ vremena i količine"). Primjerice "mi veturis 100 kilometrojn", "mi laboris tutan vivon" (ali: "dum tuta vivo"), "mi venos iun vesperon", "la strato estas 200 metrojn longa", "venu alian fojon!", "mi venos lundon", "laboru ĉiun tagon". Ipak: "100 jaroj estas longa tempo", jer je "100 jaroj" subjekt!

## Participi aktivni i pasivni - izvođenje riječi od glagola
PARTICIPNI SUSTAV 
Ovdje je riječ o tome da se od glagola, uz pomoć nekih nastavaka, tvore pridjevi, prilozi ili imenice, koji se odnose: a) na vršenje glagolske radnje (aktivni participi) i b) na podnošenje te radnje (pasivni). Nastavci su slični onima za osnovna glagolska vremena.
Uz pomoć raznih vremena glagola ESTI (=biti) i participnih pridjeva mogu se dobiti vrlo složena glagolska vremena i odnosi. (Pažnja: ovime esperanto dobiva ogromne izražajne mogućnosti koje u svakodnevnom govoru nisu uvijek potrebne. Često se dobiveni pojmovi, u esperantu sasvim prirodni, ne mogu prevoditi na hrvatski izravno, nego opisno,s pomoću više riječi, tj. obilazno). Napomena nastavnicima: za početnike je dovoljno da znaju za nastavke "ant" i "it", i da ih nauče napamet, kao da su sufiksi. Time oni mogu prevoditi i tvoriti mnoge riječi.
AKTIVNI PARTICIPI tvore se nastavcima:
ANT za sadašnje vrijeme 	 INT za prošlo 	 ONT za buduće
(Uočite da je to slično nastavcima za glagolska vremena, AS, IS, OS.)
Npr. od glagola LABORI (raditi) imamo: 
pridjev	LABORANTA HOMO (radeći čovjek / koji radi, i to sada, ili općenito)
prilog 	 LABORANTE (radeći / na način da se radi / primjerice on radeći pjeva)
imenica LABORANTO (onaj koji radi - sve to izrečeno jednom rječju)
pridjev 	 LABORINTA HOMO (čovjek, takav da je radio prije)
prilog 	 LABORINTE (radivši / na način da se radilo jednom prije) 
imenica LABORINTO (onaj koji je radio)
Na isti način i za buduće vrijeme (umjesto INT se piše ONT).
Ako ste shvatili ovaj osnovni dio, sad dolaze prave vratolomije. Kombinacijama triju participa s trima vremenima glagola ESTI (biti) dobivamo 9 složenih glagolskih vremena. Pri tome je osnovno glagolsko vrijeme ono koje ima glagol ESTI, dok participno vrijeme predstavlja odnos naspram glavnog vremena. 
Primjeri: (MI=ja ESTI=biti	 LEGI=čitati LIBRO=knjiga)
(Sljedeći prijevodi su iz nastavnih razloga doslovni, nisu u duhu hrvatskog jezika.)
Mi estAS legANTa la libron. 	 (Ja sam (sad) takav da čitam knjigu.)
Mi estAS legINTa la libron. 	 (Ja sam (sad) takav da sam je čitao.) 
Mi estAS legONTa la libron. 	 (Ja sam (sad) takav da ću je tek čitati)
Mi estIS legANTa la libron. 
(Ja sam bio takav da (u tom trenu prošlosti) čitam knjigu.)
Mi estIS legINTa la libron. 
(Ja sam bio takav da sam (još prije) čitao knjigu.)
Mi estIS legONTa la libron.
(Ja sam bio (nekad ranije) takav da ću (poslije toga) čitati knjigu.)
Mi estOS legANTa la libron.	(Ja ću biti takav da čitam knjigu.)
Mi estOS legINTa la libron.	(Ja ću biti takav da sam (prije toga) čitao.) 
Mi estOS legONTa la libron. 	 (Ja ću biti takav da ću (još kasnije) čitati) 
18. PASIVNI PARTICIPI tvore se nastavcima AT (sada) IT (prije) OT (poslije). To je po uzoru na aktivne, odnosno po uzoru na osnovna glagolska vremena.
Primjeri: (LEGI=čitati LIBRO=knjiga)
Pridjevi:
LEGATA LIBRO 	 (čitana knjiga, tj, ona koja se čita sada, odnosno )
LEGITA LIBRO 	 (knjiga koja je čitana ranije)
LEGOTA LIBRO 	 (knjiga koja će tek biti čitana).
Imenice: KONATO (poznanik; od "koni"=poznavati); 
Prilozi: rijetko se koriste; nije moguće naći dovoljno jednostavan primjer.
Po istom načelu kao i kod aktivnih participa, može se s glagolom ESTI tvoriti 9 vremena. Sljedeći prijevodi su opisni, iz nastavnih razloga:
La libro estAS legATa.	(Knjiga je čitana (sada). )
La libro estAS legITa. 	 (Knjiga (sada) jest čitana (ranije). )
La libro estAS legOTa.	(Knjiga je takva da će se tek čitati. )
La libro estIS legATa.	(Knjiga je bila (jednom prije) takva da se čita.)
La libro estIS legITa. 	 (Knjiga je bila takva da se i prije toga čitala.)
La libro estIS legOTa.	(Knjiga je bila (prije) da će se čitati.)
La libro estOS legATa.	(Knjiga će biti takva da se čita. )
La libro estOS legITa. 	 (Knjiga će biti pročitana. )
La libro estOS legOTa. 	 (Knjiga će biti da će se (još kasnije) čitati.)
Sama riječ ESPERANTO je imenica s participnim nastavkom 
(ESPERI=nadati se, ESPERANTO= "onaj koji se nada"...).

## Slobodna tvorba riječi, ali uz neka pravila
Slobodna tvorba riječi je bitna odlika esperanta. Ako ste poštovali neka osnovna pravila, a dobivena riječ ima logike i smisla, automatski je ispravna, makar vi bili prvi čovjek koji je tu riječ upotrijebio. Dapače, možete očekivati da će je i drugi ljudi odmah razumjeti, pa i sami prihvatiti, odnosno, ako postoji bolja riječ, da neće prihvatiti vašu. A ako je vaša riječ pogrešna, ili se podudara s postojećim riječima, tada će se i sasvim obični esperantisti osjetiti pozvanima da vas isprave.
Slično je i s novim riječima koje se uvode u esperanto koje donosi novo vrijeme (primjerice kompjuterska terminologija). Ako nema takve riječi, netko će pokušati napraviti je kombinacijom starih riječi, a netko uvesti gotovu riječ iz drugih jezika (uz minimalnu promjenu da bude u skladu s duhom esperanta). Može se očekivati da će sama esperantska zajednica odabrati prvu, ako je vješto složena, ili drugu ako je dovoljno poznata u ostalim jezicima, a možda i obje.
Na taj način jezik stvaraju obični ljudi, novine i pisci, a nakon duljeg vremena Esperantska se akademija izjasni, vodeći računa o zatečenom stanju.
O tvorbi riječi se može jako puno govoriti. Iznijet ćemo nekoliko načela, koja učenika usmjeravaju na pravi put:
- Kod riječi složenih od dvaju pojmova, onaj posljednji je nositelj značenja, a prvi predstavlja pobliži opis posljednjega. (LABORO=rad, TABLO=stol, Radni stol=LABORTABLO, a ne TABLOLABORO). Od "CENTO" (stotina) i "JARO" (godina) imamo stoljeće = "JARCENTO", a ne "CENTJARO". 
- Ako je prvi pojam nastao od imenice, nastavak O se ne rabi, osim kad bi bez njega bio težak izgovor. (LABORO=rad, SKRIBO=pisanje, TABLO=stol, odavde imamo: radni stol=LABORTABLO (a ne LABOROTABLO), ali zato imamo: pisaći stol=SKRIBOTABLO (jer bi SKRIBTABLO bilo teško za izgovoriti).
- Prvi dio nove imenice ne smije biti od pridjeva. Primjerice BELA=lijep(a), VIRINO=žena. Lijepa žena je BELA VIRINO, ali nikako: BELVIRINO.) Ne preporuča se ni glagol. (Ali u praksi imamo primjerice MEZEŬROPO, PAGIPOVA).
- Prvi dio može biti i prijedlog ili korelativ: (ANTAŬ=ispred, ĈAMBRO=soba, ANTAŬĈAMBRO = pred-soba, tj. predsoblje) (KUN=sa LABORI=raditi, KUNLABORI=surađivati, KUNLABORO=suradnja; ĈIU=svaki, TAGO=dan, E=nastavak priloga načina, ĈIUTAGE=svakodnevno)
- Nove riječi dobijemo i variranjem nastavka za vrstu riječi: (LABORI=raditi, LABORO=rad, LABORA=radni, TAGO=dan, TAGE=dnevno, ali TAGI (glagol) primjerice ne bi mogao imati suvislo značenje). Ako tako dobivena riječ nema dovoljno jasno značenje, tada je ili odbacimo, ili dopunimo drugim sredstvima (afiksima). 
- Najplodnija je tvorba kada se jednom korijenu dodaju afiksi koji po određenim pravilima mijenjaju značenje riječi. Oni se dijele na PREFIKSE (dodaju se ispred korijena) i SUFIKSE (iza korijena). Tablicu afikasa treba naučiti napamet, isplati se. Bez nje esperanto ne bi bio ni sjena onakvog moćnog jezika, kakav je sada.
Prefikasa u istoj riječi ili nema, ili postoji jedan, vrlo rijetko dva. Sufikasa ili nema, ili ih je jedan ili dva, dok je tri vrlo rijetko. Tek poslije sufikasa mogu doći gramatički nastavci za vrstu riječi, množinu ili akuzativ.
(SANA=zdrav, MAL=prefiks suprotnosti, UL=sufiks za osobu, IN=sufiks za ženski spol, O=nastavak za imenicu, J=množina imenice. Odavde slijedi: 
MALSANULINOJ (MAL-SAN-UL-IN-O-J) = bolesnice. 
Tijek misli je ovakav: SANA=zdrav, MALSANA=bolestan, MALSANULO bolesnik, MALSANULINO = bolesnica. Nakon stjecanja malo govornog iskustva, ovaj tijek misli krenut će sam od sebe, spontano. Postoje i riječi od samih afikasa: ETA=malen, ULO=osoba, ETULO (ET-UL-O)=mališan, MALE=suprotno, EK!=hajde!, INO=žena, FOR!=Dalje odavde!. FI!=fuj!, EJO=prostorija, ANO=član, UJO=kutija, EBLE=možda...

## Tablica prefikasa i sufikasa
PREGLED PREFIKASA I SUFIKASA. Svaki mijenja značenje riječi na propisan način. Koristite ih svagdje gdje god imaju smisla. (Ovdje su "ANT" i "IT", jer su jako korisni, iako su to participni nastavci.)
BO- 	 srodstvo brakom 	 (PATRO=otac, BOPATRO=punac,svekar)

DIS- 	 kao kod nas RAZ- 	(IRI=ići, DISIRI=razići se)

EK- 	 početak radnje 	 (VIDI=vidjeti, EKVIDI=spaziti)

EKS- 	 bivše 	 (EKSPREZIDANTO=bivši predsjednik)

FI- 	 moralni prijezir 	 (HOMO=čovjek, FIHOMO=nitkov)

FOR- 	 udaljivanje 	 (IRI=ići, FORIRI=otići)

GE- 	 osobe različitog spola 	 (PATRO=otac, GEPATROJ=roditelji)

MAL- 	 suprotnost 	 (BONA=dobar, MALBONA=loš)

NE- 	 (NEBONA=nedobar, ali ne nužno loš)

PRA- 	 prastaro 	 (HOMO=čovjek, PRAHOMO=pračovjek)

RE- 	 ponavljanje, vraćanje 	 (DIRI=kazati, REDIRI=ponovo reći, ali
REDONI=dati natrag; ne: ponovo dati)

-AĈ- loša kvaliteta 	 (PAROLI=govoriti, PAROLAĈI=blebetati)

-AD- trajnost radnje 	 (PAROLADI=govoriti i govoriti)

-A- konkretnost,predmet 	 (BELA=lijep, BELAO=nešto lijepo)

-AN- pripadnik, član 	 (KLUBO=klub, KLUBANO=član kluba)

-ANT- sadašnje ili opće 	 (LERNANTO=učenik, LABORANTE=
vršenje radnje 	 radeći)

-AR- mnoštvo, zbirna imenica 	 (ARBO=drvo, ARBARO=šuma)

-EBL- mogućnost (pasivna) 	 (VIDI=vidjeti, VIDEBLA=vidljiv)

-EC- osobina, apstrakcija 	 (BELA=lijep, BELECO=ljepota)

-EG- uvećanje 	 (BELA=lijep, BELEGA=krasan)

-EJ- prostor, prostorija 	 (LERNI=učiti, LERNEJO=škola)

-EM- sklon tome 	 (LABORI=raditi, LABOREMA=radišan)

-END- obaveza 	 (FARENDA LABORO=rad koji se mora)

-ER- djelić nečega 	 (NEĜO=snijeg, NEĜERO=pahuljica)

-ESTR- poglavar, glavni 	 (URBO=grad, URBESTRO=gradonačelnik)

-ET- umanjenica 	 (HUNDO=pas, HUNDETO=psić)

-ID- potomak 	 (HUNDIDO=štene)

-IG- učiniti takvim 	 (BELA=lijep, BELIGI=uljepšati)

-IĜ- postati takvim 	 (BELA=lijep, BELIĜI=proljepšati se)

-IL- oruđe, sredstvo 	 (VETURI=voziti se, VETURILO=vozilo)

-IN- ženska osoba 	 (PATRO=otac, PATRINO=majka; ali je 
dobro i "Ŝi estas profesoro" i Ŝi estas profesorino")

-IND- vrijedan toga 	 (VIZITINDA=vrijedan posjete) 

-ING- ono što služi za utaknuti 	 (GLAVO=mač, GLAVINGO=korice)

-IO- država 	 (KROATO=Hrvat, KROATIO=Hrvatska)
 
-IST- profesija,ideologija 	 (LABORI=raditi, LABORISTO=radnik, 
SPORTISTO, ESPERANTISTO)

-IT- obavljena radnja 	 (LEGI=čitati, LEGITA=pročitan)

-IV- sposobnost(neslužben sufiks) (PAGI=platiti, PAGIVA=koji 
može platiti, ali se uglavnom govori PAGIPOVA)

-OBL- višestrukost 	 (DU=dva, DUOBLA=dvostruk)

-ON- razlomak 	 (DU=dva, DUONO=polovina)

-OP- u skupini od toliko 	 (DU=dva, DUOPE=udvoje, UNU=1, 
UNUOPE=pojedinačno)

-OZ- bogat (neslužbeno!) 	 (SABLO=pijesak, SABLOZA=pjeskovit,
klasično rješenje je: SABLORIĈA)

-UJ- trosmislen sufiks: posuda za nešto / stablo / nacionalna država:
(CINDRO=pepeo, CINDRUJO=pepeljara / POMO=jabuka, POMUJO=stablo jabuke, ANGLO=englez, ANGLUJO=engleska) (smisao "DRŽAVA" se u praksi gubi, u korist nastavka "IO"; preteže smisao "POSUDA, KUTIJA", a stablo jabuke POMARBO)

-UL- osoba takvih svojstava 	 (BELA=lijep, BELULO=ljepotan)

usporedite: IST=pristaša/zanimanje, ANT=samo vrši radnju)

-UM- neodređeno značenje 	 (koristiti što manje, samo u nuždi,
SUNO=sunce, SUNUMI=sunčati se)

## Primjeri bogate tvorbe riječi
PATRO=otac, PATRINO=majka, GEPATROJ=roditelji, PATRECO=očinstvo, 
PATRINECO=majčinstvo, PATRA=očinski, PATRUJO=domovina, "očevina"), GRANDA=velik, GRANDECO=veličina, GRANDEGA=ogroman, GRANDULO=velikan, MALGRANDA=malen, MALGRANDEGA=sitan, GRANDIGI=povećati, GRANDIĜI=porasti, 
MALGRANDULO=mali čovjek, 	 GRANDAĴO=velika stvar 
LABORI=raditi, LABORISTO=radnik, LABOREJO=radionica, LABORULO=radišan čovjek, LABOREMA=radišan, marljiv
MALLABORULO=lijenčina, LABORAĈI=traljavo raditi
EKLABORI=proraditi, LABORADI=dugo raditi, LABOREGI=rintati, 
DOMO=kuća, DOMETO=kućica, DOMAĈO=straćara, DOMEGO=kućetina, FIDOMO=kuća u kojoj vlada bilo kakav nemoral. 
Napomena: za imenice od milja (hipokoristici) postoje sufiksi -ĈJ- za muške osobe i -NJ- za ženske. Kod njih je dopušteno i po volji kratiti osnovnu imenicu: PATRO=otac, PAĈJO=tata, PANJO=mama, ONKLO=ujak,stric, od milja: OĈJO i ONJO. MARIJA=MANJO, JOHANO=JOĈJO, JOHAĈJO. Od AVO(djed) imamo AVĈJO i AVINJO.
Dokud sve može dosegnuti slobodna tvorba riječi, pokazuje sljedeći primjer. Ako je TAGO=dan, onda bi MALTAGO značilo suprotnost, dakle noć. Zapravo se koristi NOKTO=noć, a MALTAGO nikada, jer je potpuno neuobičajen u stranim jezicima koje poznajemo. Ipak u esperantu čak ni MALTAGO ne smijemo proglasiti greškom. To je potpuno ispravna riječ. Jedino se može početnicima sugerirati da ne upotrebljavaju takve kombinacije koje bi svakom drugom esperantistu smetale. Druga zanimljivost: kada bi poglavarem katoličke crkve jednog dana mogla postati i žena, tada bi se u hrvatskom (i u drugim jezicima) postavilo pitanje kako je zvati. Zar papica, papinica ili papisa? U esperantu nema nikakvih problema. Ljudi bi koristili sufiks za ženski spol i umjesto "PAPO" rekli "PAPINO". Riječ je tu, nije sporna, a svi je razumiju, kao da postoji oduvijek.          

## Vanjske poveznice
- Esperanto - Uvod u jezik  Arhivirana inačica izvorne stranice od 29. prosinca 2011. (Wayback Machine) (na hrvatskom)
- Esperanto - Osnovna gramatika  Arhivirana inačica izvorne stranice od 29. prosinca 2011. (Wayback Machine) (na hrvatskom)
- Esperanto - Detaljna gramatika  Arhivirana inačica izvorne stranice od 29. prosinca 2011. (Wayback Machine) (u esperantu)